# Vajda Lajos Stúdió
Vajda Lajos Stúdió (VLS) 1972-ben alapították fiatal művészek, jeles alapítói feLugossy László.és ef Zámbó István, Matyófalvi Gábor, Holdas György, Aknay János. Székhely: Szentendre, Péter Pál utca 6. sz.

## Tevékenysége
Fő célja kortárs művészek alkotásainak bemutatása, ma már Vajda Lajos Stúdió Galéria néven szerepel, sőt az eredeti műhely jelleget is hangsúlyozzák: Vajda Lajos Stúdió Galéria, VLS Pinceműhely. A névadó, Vajda Lajos kiváló festőművész nevét tiszteletből vették fel, természetesen nemcsak Vajda szürreális festési hagyományait óhajtották közvetlenül folytatni, az aktuális stílusirányok kaptak és kapnak teret, ezek közt a Vajdáéval is rokonítható szürrealizmus is ott szerepelt, de a dadaizmus, a happening is, a hírhedtté vált Nalaja happening az 1970-es években. 1980-tól az A. E. Bizottság zenekart hozták létre, amelynek énekese fe Lugossy László volt, további tagjai Wahorn András, Bernáthy Sándor, 1986-ig működtek.
Nagy tematikus kiállításokat rendeztek (Új Vegyes, SZAFT), minden a non-konformizmusról és az életigenlésről szólt.
1973-ban nyitották meg pinceműhelyüket. Ami összekapcsolta az itt alkotó fiatal művészeket, az a konstruktív szürrealista tematika és a geometrikus-konstruktív irányzatok és a szürrealista-újprimitív vonulat. Az 1980-as évek második felében szabadiskolát nyitottak.
Az 1980-as évek végén együttműködtek a MAMŰ csoporttal, közös kiállításokat rendeztek, például Unicornis (1991). Később kisebb csoportok állítottak ki, köztük a Pentaton csoport (Aknay, Bereznai, Kis Tóth, Matyófalvi és Vincze) 1992-ben. Számos teljesen egyéni kiállítást is rendeztek.
30 éves jubileumi kiállítását 2002-ben a Műcsarnokban tartotta a szentendrei VLS.

## VLS tagjai
Azok nevei betűrendben, akik az 1970-80-as években és a 90-es évek elején csatlakoztak.
| - Aknay János - Agócs Attila - Balogh István Vilmos - Bereznai Péter - Bernáthy Sándor - Borgó György Csaba - Bukta Imre - Csajka Gábor Cyprian - Gubis Mihály - Győrffy Sándor - Haász István - Holdas György - Imreh Tibor | - Joláthy Attila - Kis Tóth Ferenc - Krizbai Sándor - Lois Viktor - feLugossy László - Matyófalvi Gábor - Mikó F. László - Selényi Károly István - Szirtes János - Tóth István - Vincze Ottó - Wahorn András - ef Zámbó István |